# Liste der Monuments historiques in Saint-Étienne-du-Gué-de-l’Isle
Die Liste der Monuments historiques in Saint-Étienne-du-Gué-de-l’Isle führt die Monuments historiques in der französischen Gemeinde Saint-Étienne-du-Gué-de-l’Isle auf.

## Liste der Bauwerke
| Bezeichnung                            | Beschreibung              | Standort                    | Kennzeichnung | Schutzstatus | Datum | Bild           |
| -------------------------------------- | ------------------------- | --------------------------- | ------------- | ------------ | ----- | -------------- |
| Südliches Portal der Kirche St-Étienne | Erbaut im 16. Jahrhundert | Place de l’Église (Lage)    | PA00089612    | Inscrit      | 1926  | weitere Bilder |
| Friedhofskreuz                         | 16. Jahrhundert           | Avenue des Merisiers (Lage) | PA00089613    | Inscrit      | 1970  | weitere Bilder |

## Liste der Objekte

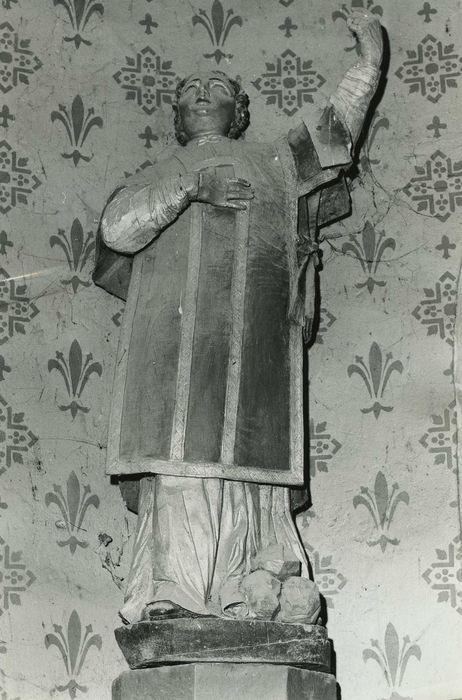
Skulptur des heiligen Stephanus (18. Jahrhundert) in der Kirche St-Étienne

- Monuments historiques (Objekte) in Saint-Étienne-du-Gué-de-l’Isle in der Base Palissy des französischen Kultusministeriums